# Comté de Cole (Missouri)
Le comté de Cole , en anglais : Cole County, est un comté de l'État du Missouri aux États-Unis. Le siège du comté se situe à Jefferson City. Le comté fut créé en 1820 et nommé en hommage au pionnier Capt. Stephen Cole. Au recensement de 2000, la population était constituée de 71 397 habitants. Le comté fait partie de la zone métropolitaine de Jefferson City. 

## Géographie
Selon le bureau du recensement des États-Unis, le comté totalise une surface 1 034 km2 dont 20 km² d’eau. 

### Comtés voisins
- Comté de Boone (Missouri)  (nord)
- Comté de Callaway  (nord-est)
- Comté d'Osage (Missouri)  (sud-est)
- Comté de Miller (Missouri)  (sud-ouest)
- Comté de Moniteau  (nord-ouest)

### Routes principales
- U.S. Route 50
- U.S. Route 54
- U.S. Route 63
- Missouri State Highway 179

## Démographie
Selon le recensement de 2000, sur les 71 397 habitants, on retrouvait 27 040 ménages et 17 927 familles dans le comté. La densité de population était de 70 habitants par km² et la densité d’habitations (28 915 au total)  était de 29 habitations par km². La population était composée de 87,06 % de blancs, de 9,92 % d’afro-américains, de 0,33 % d’amérindiens et de 0,88 % d’asiatiques.
33,60 % des ménages avaient des enfants de moins de 18 ans, 53,0 % étaient des couples mariés. 24,2 % de la population avait moins de 18 ans, 9,8 % entre 18 et 24 ans, 32,3 % entre 25 et 44 ans, 22,4 % entre 45 et 64 ans et 11,3 % au-dessus de 65 ans. L’âge moyen était de 36 ans. La proportion de femmes était de 100 pour 105,6 hommes.
Le revenu moyen d’un ménage était de 42.924 dollars.

## Villes et cités
| - Centertown - Elston - Eugene | - Henley - Jefferson City - Lohman | - Russellville - St. Martins - St. Thomas | - Taos - Wardsville |